# Реагенти типу СК
Реагенти типу СК (рос. реагенты типа СК; англ. СК-type reagents; нім. Reagenzien n pl vom СК-Typ) — органічні азотовмісні сполуки, які призначені для придушення життєдіяльності сульфатвідновлювальних бактерій (СВБ) у привибійних зонах нагнітальних свердловин.
Реаґент СК-492 — малотоксична світла рідина.
Реаґент СК-601 — в'язка токсична рідина з сильною подразнювальною дією.